# Luka Vučko
Luka Vučko (Spalato, 11 aprile 1984) è un ex calciatore croato, di ruolo difensore.

## Biografia
Nato a Spalato, anche suo fratello maggiore Jurica è stato un calciatore dell'Hajduk Spalato e della Croazia.

## Carriera

### Club
Ha giocato nella massima serie croata, in quella turca, in quella polacca e in quella ungherese.

### Nazionale
Nel 2010 ha giocato una partita con la nazionale croata.

## Statistiche

### Cronologia presenze e reti in nazionale
| Cronologia completa delle presenze e delle reti in nazionale ― Croazia | Cronologia completa delle presenze e delle reti in nazionale ― Croazia | Cronologia completa delle presenze e delle reti in nazionale ― Croazia | Cronologia completa delle presenze e delle reti in nazionale ― Croazia | Cronologia completa delle presenze e delle reti in nazionale ― Croazia | Cronologia completa delle presenze e delle reti in nazionale ― Croazia | Cronologia completa delle presenze e delle reti in nazionale ― Croazia | Cronologia completa delle presenze e delle reti in nazionale ― Croazia |
| Data                                                                   | Città                                                                  | In casa                                                                | Risultato                                                              | Ospiti                                                                 | Competizione                                                           | Reti                                                                   | Note                                                                   |
| ---------------------------------------------------------------------- | ---------------------------------------------------------------------- | ---------------------------------------------------------------------- | ---------------------------------------------------------------------- | ---------------------------------------------------------------------- | ---------------------------------------------------------------------- | ---------------------------------------------------------------------- | ---------------------------------------------------------------------- |
| 26-5-2010                                                              | Tallinn                                                                | Estonia                                                                | 0 – 0                                                                  | Croazia                                                                | Amichevole                                                             | -                                                                      | 46’                                                                    |
| Totale                                                                 |                                                                        | Presenze                                                               | 1                                                                      |                                                                        | Reti                                                                   | 0                                                                      |                                                                        |

| Cronologia completa delle presenze e delle reti in nazionale ― Croazia under 21 | Cronologia completa delle presenze e delle reti in nazionale ― Croazia under 21 | Cronologia completa delle presenze e delle reti in nazionale ― Croazia under 21 | Cronologia completa delle presenze e delle reti in nazionale ― Croazia under 21 | Cronologia completa delle presenze e delle reti in nazionale ― Croazia under 21 | Cronologia completa delle presenze e delle reti in nazionale ― Croazia under 21 | Cronologia completa delle presenze e delle reti in nazionale ― Croazia under 21 | Cronologia completa delle presenze e delle reti in nazionale ― Croazia under 21 |
| Data                                                                            | Città                                                                           | In casa                                                                         | Risultato                                                                       | Ospiti                                                                          | Competizione                                                                    | Reti                                                                            | Note                                                                            |
| ------------------------------------------------------------------------------- | ------------------------------------------------------------------------------- | ------------------------------------------------------------------------------- | ------------------------------------------------------------------------------- | ------------------------------------------------------------------------------- | ------------------------------------------------------------------------------- | ------------------------------------------------------------------------------- | ------------------------------------------------------------------------------- |
| 31-3-2004                                                                       | Velika Gorica                                                                   | Croazia under 21                                                                | 0 – 0                                                                           | Turchia under 21                                                                | Amichevole                                                                      | -                                                                               | 88’                                                                             |
| 18-8-2004                                                                       | Varaždin                                                                        | Croazia under 21                                                                | 0 – 2                                                                           | Israele under 21                                                                | Amichevole                                                                      | -                                                                               | 80’                                                                             |
| 3-9-2004                                                                        | Velika Gorica                                                                   | Croazia under 21                                                                | 1 – 0                                                                           | Ungheria under 21                                                               | Qual. Europeo Under-21 2006                                                     | -                                                                               | 90+5’                                                                           |
| 7-9-2004                                                                        | Trollhättan                                                                     | Svezia under 21                                                                 | 0 – 2                                                                           | Croazia under 21                                                                | Qual. Europeo Under-21 2006                                                     | -                                                                               |                                                                                 |
| 8-10-2004                                                                       | Velika Gorica                                                                   | Croazia under 21                                                                | 1 – 0                                                                           | Bulgaria under 21                                                               | Qual. Europeo Under-21 2006                                                     | -                                                                               |                                                                                 |
| 17-11-2004                                                                      | Vinkovci                                                                        | Croazia under 21                                                                | 0 – 4                                                                           | Bosnia ed Erzegovina under 21                                                   | Amichevole                                                                      | -                                                                               | 85’                                                                             |
| 9-2-2005                                                                        | Gerusalemme                                                                     | Israele under 21                                                                | 1 – 0                                                                           | Croazia under 21                                                                | Amichevole                                                                      | -                                                                               |                                                                                 |
| 2-3-2005                                                                        | Široki Brijeg                                                                   | Bosnia ed Erzegovina under 21                                                   | 0 – 0                                                                           | Croazia under 21                                                                | Amichevole                                                                      | -                                                                               |                                                                                 |
| 25-3-2005                                                                       | Velika Gorica                                                                   | Croazia under 21                                                                | 2 – 1                                                                           | Islanda under 21                                                                | Qual. Europeo Under-21 2006                                                     | -                                                                               |                                                                                 |
| 29-3-2005                                                                       | Velika Gorica                                                                   | Croazia under 21                                                                | 1 – 0                                                                           | Malta under 21                                                                  | Qual. Europeo Under-21 2006                                                     | -                                                                               | 89’                                                                             |
| 11-10-2005                                                                      | Kaposvár                                                                        | Ungheria under 21                                                               | 2 – 2                                                                           | Croazia under 21                                                                | Qual. Europeo Under-21 2006                                                     | -                                                                               |                                                                                 |
| 12-11-2005                                                                      | Belgrado                                                                        | Serbia under 21                                                                 | 3 – 1                                                                           | Croazia under 21                                                                | Qual. Europeo Under-21 2006                                                     | -                                                                               |                                                                                 |
| 16-11-2005                                                                      | Velika Gorica                                                                   | Croazia under 21                                                                | 1 – 2                                                                           | Serbia under 21                                                                 | Qual. Europeo Under-21 2006                                                     | -                                                                               |                                                                                 |
| 1-3-2006                                                                        | Fiume                                                                           | Croazia under 21                                                                | 2 – 1                                                                           | Danimarca under 21                                                              | Amichevole                                                                      | -                                                                               |                                                                                 |
| 18-5-2006                                                                       | Pau                                                                             | Francia under 21                                                                | 1 – 0                                                                           | Croazia under 21                                                                | Amichevole                                                                      | -                                                                               | 71’ 87’                                                                         |
| 1-8-2006                                                                        | Costrena                                                                        | Croazia under 21                                                                | 4 – 1                                                                           | Bosnia ed Erzegovina under 21                                                   | Amichevole                                                                      | -                                                                               |                                                                                 |
| 15-8-2006                                                                       | Grosseto                                                                        | Italia under 21                                                                 | 0 – 0                                                                           | Croazia under 21                                                                | Amichevole                                                                      | -                                                                               | 86’                                                                             |
| 3-9-2006                                                                        | Sofia                                                                           | Bulgaria under 21                                                               | 2 – 1                                                                           | Croazia under 21                                                                | Qual. Europeo Under-21 2007                                                     | -                                                                               | 62’                                                                             |
| 6-9-2006                                                                        | Fiume                                                                           | Croazia under 21                                                                | 1 – 2                                                                           | Ucraina under 21                                                                | Qual. Europeo Under-21 2007                                                     | -                                                                               |                                                                                 |
| Totale                                                                          |                                                                                 | Presenze                                                                        | 19                                                                              |                                                                                 | Reti                                                                            | 0                                                                               |                                                                                 |

## Palmarès

### Club

#### Competizioni nazionali
- Coppa di Croazia: 1

Hajduk Spalato: 2002-2003
- Campionato croato: 1

Hajduk Spalato: 2004-2005